# شهرستان هفتکل
شهرستان هَفْتْکِل یکی از شهرستان‌های استان خوزستان است. مرکز این شهرستان، شهر هفتکل است.
این شهرستان در تاریخ ۲۹ مهر ۱۳۸۶ از شهرستان رامهرمز جدا گردید و مستقل شد.

## پیشینه تقسیم‌بندی کشوری
این شهرستان تا پیش پهلوی اول جز سرزمین بختیاری به شمار می آمد، دوره پهلوی اول،سرزمین بختیاری منحل شده و سرزمین‌های آن میان استان‌های لرستان و اصفهان و خوزستان تقسیم شد.

## موقعیت جغرافیایی
شهرستان هفتکل از شمال با شهرستان مسجدسلیمان، از غرب با شهرستان باوی، از شرق با شهرستان باغ‌ملک، از جنوب با شهرستان رامهرمز و از جنوب غربی با شهرستان اهواز همسایه است.

## تقسیم‌بندی کشوری
شهرستان هفتکل دارای ۲ بخش، ۳ دهستان و ۲ شهر به شرح زیر است:

### شهرستان هفتکل
| بخش   | مرکز بخش | جمعیت بخش ۱۳۹۵ | نام دهستان | مرکز دهستان | جمعیت دهستان ۱۳۹۵ | شهر   | جمعیت شهر ۱۳۹۵ |
| ----- | -------- | -------------- | ---------- | ----------- | ----------------- | ----- | -------------- |
| مرکزی | هفتکل    | ۱۷٬۲۴۵ نفر     | حومه       | جارو        | ۱٬۴۴۳ نفر         | هفتکل | ۱۵٬۸۰۲ نفر     |
| رغیوه | رغیوه    | ۴٬۸۷۴ نفر      | رغیوه      | رغیوه       | ۳٬۲۸۷ نفر         | رغیوه | ۴۵۲ نفر        |
| رغیوه | رغیوه    | ۴٬۸۷۴ نفر      | گزین       | گزین        | ۱٬۱۳۵ نفر         | رغیوه | ۴۵۲ نفر        |

## جمعیت
بر پایه سرشماری عمومی نفوس و مسکن در سال ۱۳۹۵، جمعیت شهرستان هفتکل برابر با ۲۲٬۱۱۹ نفر بوده‌است.